# Afraegle paniculata
Afraegle paniculata är en vinruteväxtart som först beskrevs av Julius Heinrich Karl Schumann, och fick sitt nu gällande namn av Adolf Engler. Afraegle paniculata ingår i släktet Afraegle och familjen vinruteväxter. Inga underarter finns listade i Catalogue of Life.